# Daniel Garrison Brinton

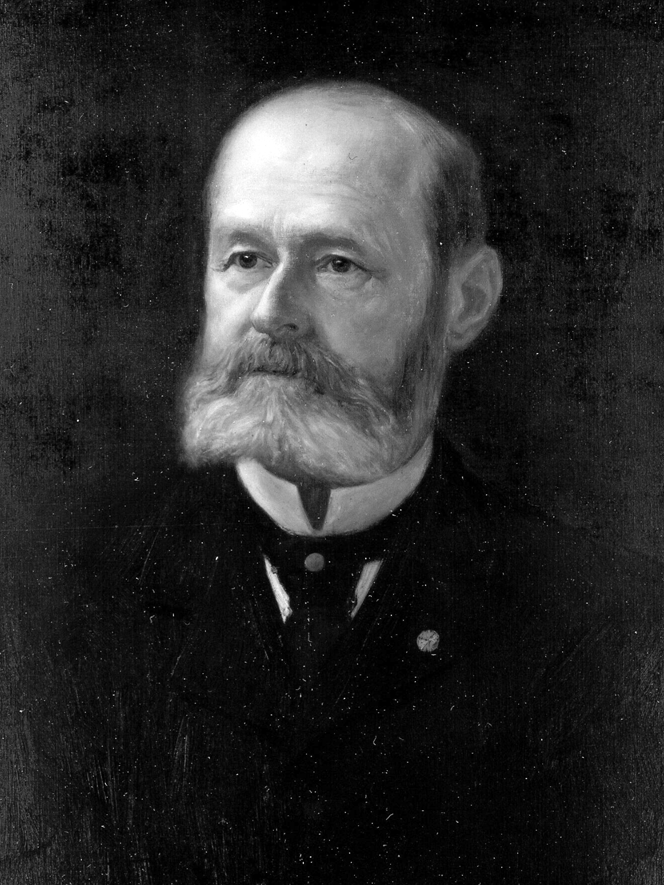
Daniel Garrison Brinton

Daniel Garrison Brinton (* 13. Mai 1837 im Thornbury Township, Chester County, Pennsylvania; † 31. Juli 1899 in Philadelphia) war ein US-amerikanischer Archäologe und Ethnologe.

## Leben
Brinton wurde in Thornbury (Pennsylvania) geboren. Nach seinem Bachelor-Abschluss in Yale 1858 studierte er zwei Jahre am Jefferson Medical College und bereiste im darauffolgenden Jahr Europa. Bereits in Yale entwickelten sich seine literarischen und bibliophilen Interessen. Er setzte seine Studien in Paris und Heidelberg fort. Von 1862 bis 1865, während des Sezessionskriegs, war er Chirurg in der Armee der Nordstaaten, von 1864 bis 1865 als leitender Chirurg der Armeeklinik in Quincy (Illinois).
Nach dem Krieg praktizierte Brinton während mehrerer Jahre als Arzt in West Chester (Pennsylvania). Von 1874 bis 1887 war er Herausgeber einer Wochenzeitschrift, des Medical and Surgical Reporter, in Philadelphia. Brinton wurde 1884 Professor für Ethnologie und Archäologie an der Academy of Natural Sciences in Philadelphia und war von 1886 bis zu seinem Tod Professor für amerikanische Linguistik und Archäologie an der University of Pennsylvania. 1887 trat er als Herausgeber der medizinischen Zeitschrift zurück, um sich ganz der Anthropologie zu widmen.
Brinton war Mitglied zahlreicher Gelehrtengesellschaften in den Vereinigten Staaten und in Europa. Er war zu verschiedenen Zeiten Präsident der Numismatic and Antiquarian Society of Philadelphia, der American Folk-Lore Society, der American Philosophical Society und der American Association for the Advancement of Science.
In seinen letzten Lebensjahren war Brinton Anarchist. Im April 1896 hielt er vor der Ethical Fellowship of Philadelphia einen Vortrag zum Thema „Was die Anarchisten wollen“. Im Oktober 1897 traf Brinton Pjotr Kropotkin nach dem einzigen Vortragsauftritt des berühmten Anarchisten in Philadelphia zum Abendessen. Kropotkin hatte die Einladungen städtischer Honoratioren abgelehnt.
In einer Ansprache vom August 1895 vertrat Brinton Rassentheorien (biologisch begründeter Rassismus), die zu dieser Zeit verbreitet waren. Charles A. Lofgren hält in seinem Buch The Plessy Case fest, dass Brinton die „geistige Einheit“ der gesamten Menschheit akzeptierte, aber anmerkte, dass „nicht alle Rassen gleichermaßen begabt seien“, was sie von der Atmosphäre moderner Aufklärung disqualifiziere.
Anlässlich von Brintons Gedächtnisfeier am 6. Oktober 1900 sagte der Hauptredner Albert H. Smyth: „Er suchte in Europa und Amerika die Gesellschaft von Anarchisten und trat manchmal mit den Unzufriedenen der Welt in Kontakt, um ihre Beschwerden zu verstehen und ihre Vorschläge für Reformen und Neuerungen zu begutachten.“
Brinton vermachte seine über viertausend Einheiten umfassende Bibliothek der University of Pennsylvania. Sie beinhaltet neben Monographien, Pamphleten und Sonderdrucken aus wissenschaftlichen Zeitschriften auch handschriftliche Materialien. Heute gilt die in dieser Bibliothek enthaltene Sammlung seltener linguistischer Materialien von Karl Hermann Berendt, welche von diesem an Brinton verkauft wurden, als deren bekanntester Teil.

## Werke
- The Myths of the New World. Leypoldt & Holt, New York 1868. Digitalisat (3. A., 1896) (Ein Versuch, die Mythologie der Indianer wissenschaftlich zu analysieren und in einen Zusammenhang zu bringen.)
- The Religious Sentiment: its Sources and Aim. A Contribution to the Science and Philosophy of Religion. Holt, New York 1876.
- American Hero-Myths. A Study in the Native Religions of the Western Continent. H.C. Watts, Philadelphia 1882.
- The Lenâpé and their Legends: With the Complete Text and Symbols of the Walam Olum. Selbstverlag, Philadelphia 1885.
- Essays of an Americanist. Porter & Coates, Philadelphia 1890.
- Races and Peoples: lectures on the science of ethnography. Hodges, New York 1890.
- The American Race. Hodges, New York 1891.
- The Pursuit of Happiness. David McKay, Philadelphia 1894.
- The Protohistoric Ethnography of Western Asia. In: Proceedings of the American Philosophical Society. Philadelphia 34. 1895, ISSN 0003-049X
- Religions of Primitive People. Putnam, New York und London 1897.

Brinton veröffentlichte zudem die Library of American Aboriginal Literature in acht Bänden (1882–1890), einen wichtigen Beitrag zur Anthropologie in Amerika. Von den acht Bänden wurden sechs von Brinton selbst herausgegeben, einer von Horatio Hale und einer von Albert Samuel Gatschet. Das Werk The Lenâpé and their Legends von 1885 ist für seine Rolle in der Kontroverse um das Walam Olum bemerkenswert.